# Женска ватерполо репрезентација Аустралије
Женска ватерполо репрезентација Аустралије представља Аустралију на међународним такмичењима у ватерполу за жене. Репрезентација Асутралије представља једну од водећих и најуспешнијих репрезентација у свету. Аустралија је први олимпијски шампион и први светски шампион у женском ватерполу.

## Резултати

### Летње олимпијске игре
- 2000 —  Шампион
- 2004 — 4. место
- 2008 —  3. место
- 2012 —  3. место
- 2016 — 6. место
- 2020 — 6. место
- 2024 —  2. место

### Олимпијски турнир
- 1996 —  2. место

### Светско првенство
- 1986 —  Шампион
- 1991 — 5. место
- 1994 — 6. место
- 1998 —  3. место
- 2001 — 5. место
- 2003 — 7. место
- 2005 — 6. место
- 2007 —  2. место
- 2009 — 6. место
- 2011 — 5. место
- 2013 —  2. место
- 2015 — 4. место

### Светска лига
- 2004 — 7. место
- 2005 —  3. место
- 2006 — 4. место
- 2007 —  2. место
- 2008 —  3. место
- 2009 —  3. место
- 2010 —  2. место
- 2011 —  3. место
- 2012 —  2. место
- 2013 — 7. место
- 2014 —  3. место
- 2015 —  2. место
- 2016 —  3. место

### Светски куп
- 1979 —  3. место
- 1980 — 4. место
- 1981 —  3. место
- 1983 —  3. место
- 1984 —  Шампион
- 1988 — 5. место
- 1989 — 5. место
- 1991 —  2. место
- 1993 — 4. место
- 1995 —  Шампион
- 1997 —  3. место
- 1999 —  2. место
- 2002 — 6. место
- 2006 —  Шампион
- 2010 —  2. место
- 2014 —  2. место